# Olivia Smart
Olivia Smart (* 1. April 1997 in Sheffield) ist eine britisch-spanische Eistänzerin. Sie trat für Spanien bei den Olympischen Winterspielen 2022 an, wo sie zusammen mit Adrián Díaz Platz acht im Eistanz erreichte.

## Karriere

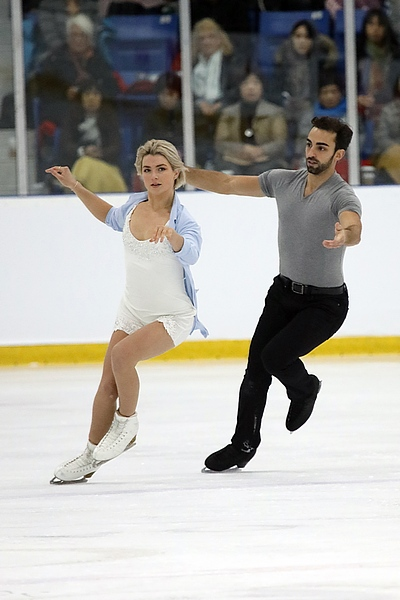
Olivia Smart und Adrián Díaz beim Autumn Classic 2018

Smart lief im Eistanz zunächst zusammen mit Joseph Buckland. Das Paar nahm an den Eiskunstlauf-Juniorenweltmeisterschaften 2012 (Platz 17), 2013 (Platz 22) und 2014 (Platz 10) teil. Im Jahr 2015 wurden sie britische Meister im Eistanz. Im Dezember 2015 gab Smart den Spanier Adrián Díaz als ihren neuen Eistanzpartner bekannt.
Im Jahr 2018 wurden Smart und Díaz spanische Meister und Zwölfte bei den Eiskunstlauf-Weltmeisterschaften 2018. In der Saison 2021/22 gewannen Smart und Díaz mit Bronze bei Skate Canada ihre erste Medaille bei einem Wettbewerb der ISU-Grand-Prix-Serie. Nach ihrem vierten Platz bei den Eiskunstlauf-Europameisterschaften 2022 wurden sie für den spanischen Startplatz im Eistanz bei den Olympischen Winterspielen 2022 ausgewählt.
In Peking qualifizierte sich Smart zusammen mit Díaz mit dem neunten Platz im Rhythmustanz für den Kürtanz. Dort wurden sie zu Musik von James Horner (Die Maske des Zorro) mit einer neuen persönlichen Bestleistung Sechste. Im Gesamtergebnis erreichte das Paar mit persönlicher Bestleistung den achten Platz.

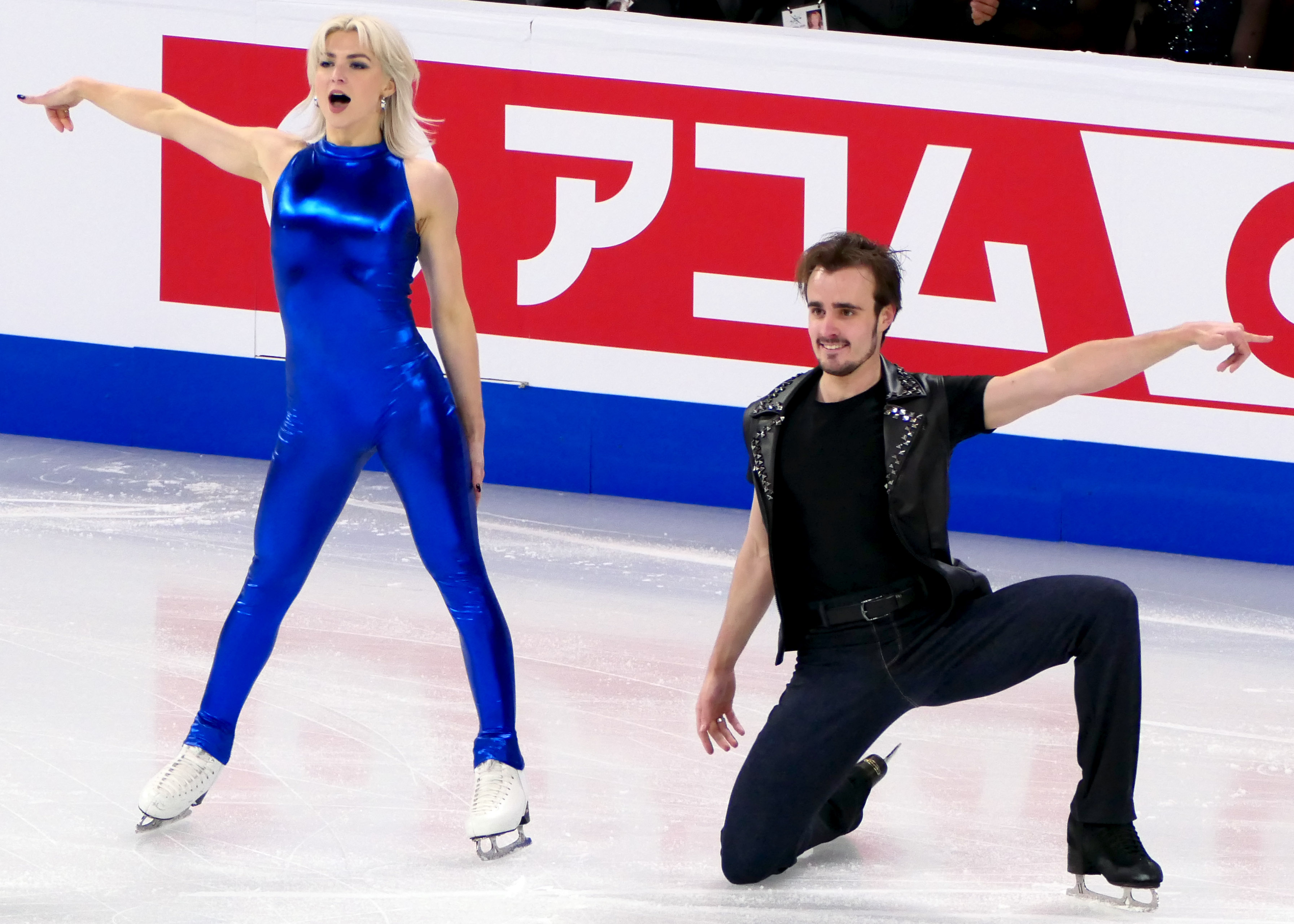
Olivia Smart und Tim Dieck bei den Eiskunstlauf-Weltmeisterschaften 2024

Nach den Olympischen Spielen gab das Paar seine Trennung bekannt, da Díaz sich aus dem Wettbewerb zurückziehen wollte. Im Dezember 2022 gaben Olivia Smart und der deutsche Eistänzer Tim Dieck bekannt, dass sie ab der Saison 2023/24 als neues Paar antreten wollen. Dieck war zuvor mit Katharina Müller angetreten.

## Ergebnisse
Zusammen mit Tim Dieck:
| Meisterschaft / Saison         | 23/24 | 24/25 |
| ------------------------------ | ----- | ----- |
| Weltmeisterschaften            | 19.   |       |
| Europameisterschaften          |       |       |
| Grand-Prix-Wettbewerb / Saison | 23/24 |       |
| GP Frankreich                  | 8.    |       |
| GP Skate America               | 6.    | 3.    |
| Challenger-Wettbewerb / Saison | 23/24 |       |
| Autumn Classic                 | 4.    |       |
| Finlandia Trophy               | 4.    |       |

Zusammen mit Adrián Díaz:
| Meisterschaft / Jahr        | 2017    | 2018    | 2019    | 2020    | 2021    | 2022    |
| --------------------------- | ------- | ------- | ------- | ------- | ------- | ------- |
| Olympische Winterspiele     |         |         |         |         |         | 8.      |
| Weltmeisterschaften         | 18.     | 12.     |         |         |         |         |
| Europameisterschaften       |         |         | 8.      | 8.      |         | 4.      |
| Spanische Meisterschaften   | 2.      | 1.      | 2.      | 1.      |         | 1.      |
| Wettbewerb / Saison         | 2016/17 | 2017/18 | 2018/19 | 2019/20 | 2020/21 | 2021/22 |
| GP Internationaux de France |         |         | 7.      | 4.      |         |         |
| GP Skate America            |         |         |         | 4.      |         | 4.      |
| GP Skate Canada             |         | 6.      | 5.      |         |         | 3.      |
| GP = Grand Prix             |         |         |         |         |         |         |

## Galerie

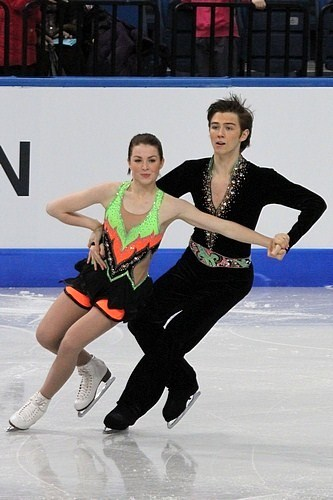
Smart und Buckland (Junioren-WM 2012)
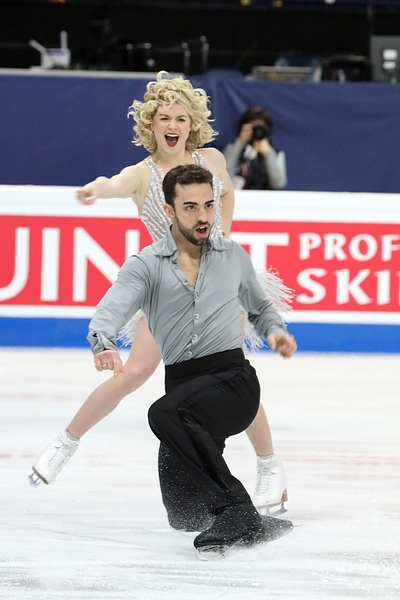
Smart und Díaz (WM 2017)
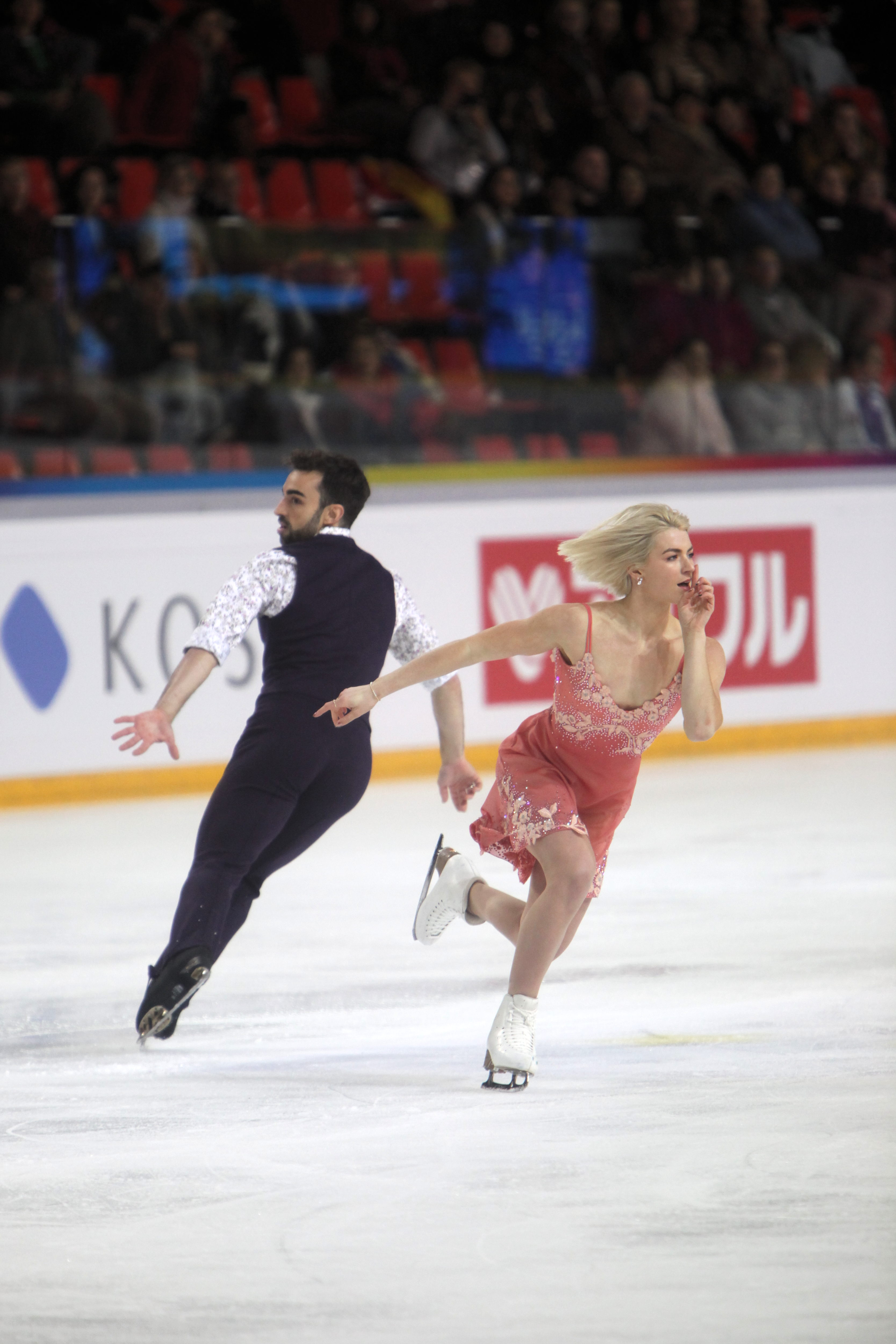
Smart und Díaz (2018)
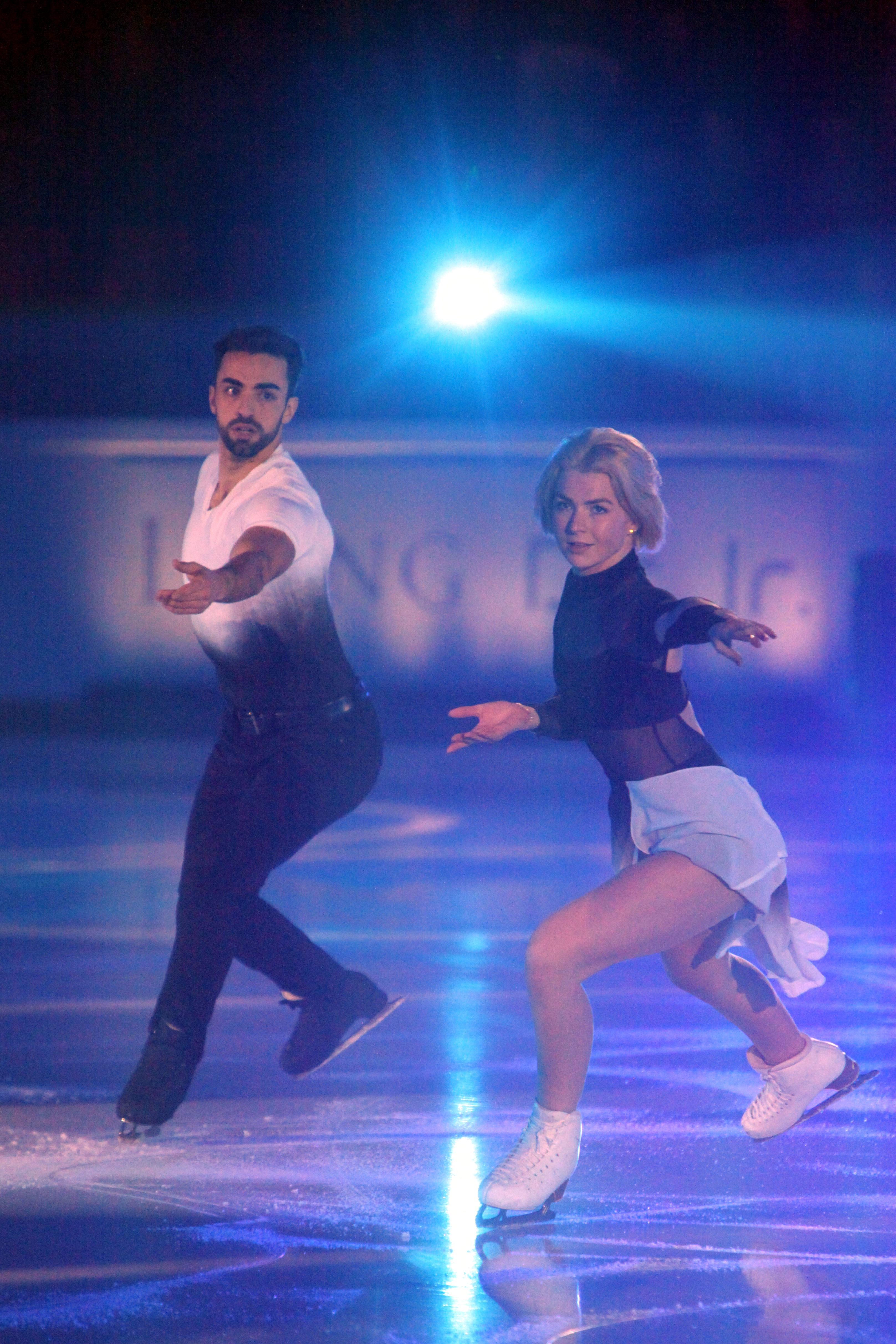
Smart und Díaz (2018)